# پواشتیتسا
پواشتیتسا (به صربی: Pevaštica) یک منطقهٔ مسکونی در صربستان است که در کورشوملیا واقع شده‌است. پواشتیتسا ۳۵ نفر جمعیت دارد و ~۷۵۲٫۸۶ متر بالاتر از سطح دریا واقع شده‌است.